# Głogusz
Głogusz – wieś sołecka w zachodniej Polsce, w województwie lubuskim, w powiecie zielonogórskim, w gminie Sulechów, około 9 km od Sulechowa. Zamieszkiwana przez 154 osoby (stan na 30 czerwca 2025). W latach 1975–1998 zlokalizowana w województwie zielonogórskim.